# Cantó de Saint-Simon
El cantó de Saint-Simon és un cantó francès del departament de l'Aisne, situat al districte de Saint-Quentin. Té 23 municipis i el cap és Saint-Simon.

## Municipis
- Annois
- Artemps
- Aubigny-aux-Kaisnes
- Bray-Saint-Christophe
- Castres
- Clastres
- Contescourt
- Cugny
- Dallon
- Dury
- Flavy-le-Martel
- Fontaine-lès-Clercs
- Grugies
- Happencourt
- Jussy
- Montescourt-Lizerolles
- Ollezy
- Pithon
- Saint-Simon
- Seraucourt-le-Grand
- Sommette-Eaucourt
- Tugny-et-Pont
- Villers-Saint-Christophe

## Història
| Data d'elecció                           | Identitat       | Partit           | Qualitat |
| ---------------------------------------- | --------------- | ---------------- | -------- |
| 1945-1954                                | Paul Desmoulins | PCF              |          |
| 1954-1966                                | Étienne Mansart | PCF              |          |
| 1966-                                    | Roland Renard   | PCF, després IDG |          |
| les dades anteriors no són pas conegudes |                 |                  |          |
|                                          |                 |                  |          |

## Demografia
| A partir de 1990: Població sense dobles comptes |